# Human Rights Watch
Human Rights Watch is een internationale niet-gouvernementele organisatie die zich richt op de aanpak van mensenrechtenschendingen. Het hoofdkwartier bevindt zich in New York; verder zijn er vestigingen in meerdere (meest westerse) landen. In maart 2004 had de organisatie 190 vaste medewerkers, naast veel vrijwilligers. HRW onderzoekt mensenrechtensituaties in landen over de hele wereld, rapporteert daarover en kaart bevindingen aan bij onder meer media, nationale regeringen en de Verenigde Naties.

## Geschiedenis
De geschiedenis van de organisatie gaat terug tot 1978 toen onder de naam Helsinki Watch werd gecontroleerd of de Sovjet-Unie zich aan de Helsinki-akkoorden hield. In de jaren 80 van de 20e eeuw werd daarnaast America Watch opgezet om mensenrechtenschendingen in Centraal-Amerika in vergelijkende zin te onderzoeken. In 1988 werden de diverse "Watch"-organisaties samengevoegd tot "Human Rights Watch".
Human Rights Watch is lid van de International Freedom of Expression Exchange (Internationale Vrijheid van Meningsuiting-uitwisseling), een virtueel netwerk van niet-gouvernementele organisaties dat wereldwijd het recht op vrije meningsuiting bewaakt, en campagnes voert om journalisten, schrijvers en anderen te verdedigen, die worden vervolgd voor het uitoefenen van hun recht op vrije meningsuiting. In 2007 ontving Human Rights Watch de Geuzenpenning.
Human Rights Watch reikt jaarlijks de Alison des Forges award for extraordinary activism uit, een onderscheiding voor personen die zich buitengewoon inzetten voor mensenrechten. De onderscheiding heette oorspronkelijk de Human Rights Defenders Award maar werd in 2009 vernoemd naar HRW medewerker Alison des Forges die dat jaar was omgekomen bij een vliegtuigongeluk.

## Rapporten

### Jaarrapporten
Human Rights Watch publiceert sedert 1989 elk jaar een Wereld-Rapport over de toestand van de mensenrechten in de wereld.
- In 2009 werd een Wereld-Rapport uitgebracht met de titel Taking Back the Initiative from the Human Rights Spoilers.[3] Daarin werd voor de eerste keer de handelwijze van Israël op de Westelijke Jordaanoever, in de Gazastrook en in de oorlog in Libanon aan de orde gesteld en bekritiseerd. Het was geschreven in 2008, nog voor de geweldsescalatie in Gaza.[4]

Naar aanleiding van dat rapport uitte Robert L. Bernstein, oprichter en voormalig voorzitter van Human Rights Watch, kritiek op de organisatie. Hij zei "dat de oorspronkelijke missie van HRW altijd was om 'gesloten' samenlevingen open te wrikken, maar dat 'open' democratische samenlevingen de middelen hebben zichzelf te corrigeren. Dat HWR altijd een scherpe lijn probeerde te trekken tussen de democratische en de niet-democratische wereld in een poging om helderheid te scheppen betreffende mensenrechten. Maar dat de organisatie nu rapporten uitbracht over het Israëlisch-Palestijns conflict in het voordeel van diegenen die van Israël een paria-staat wensen te maken."                                                                                   
Human Rights Watch reageerde op de kritiek door te stellen dat niet alleen naar 'gesloten samenlevingen' maar ook naar de zogeheten 'open samenlevingen' met een kritische blik gekeken moet worden. - anders zouden bijvoorbeeld mensenrechtenschendingen op Guantanamo Bay en in andere ontwikkelde landen onopgemerkt blijven -.
- Wereldrapport 2017 The Dangerous Rise of Populism, Global Attacks on Human Rights Values.[7]
- In het Wereldrapport 2019: Reversing Autocrats’ Attacks on Rights betoogt Kenneth Roth dat autocraten en schenders van de mensenrechten in 2018 weliswaar vaak de krantenkoppen haalden, maar dat de verdedigers van de mensenrechten dat terugdrongen en aan kracht wonnen, om zo “de prijs van misbruik op te drijven, en de kosten-batenanalyse die regeringen maken om voor repressie te kiezen, te doen kantelen.”[8]
- Het Wereldrapport 2024 The Human Rights System Is Under Threat: A Call to Action, over gebeurtenissen in 2023.[9]

### Landenrapporten
HRW brengt sinds 1 januari 1983 in toenemende mate rapporten uit over vele landen in de wereld, te lezen op de website, waaronder:  
- In december 2010 verscheen het rapport "Separate and Unequal" over Israëls discriminatoire behandeling van Palestijnen op de gehele Westelijke Jordaanoever inclusief Oost-Jeruzalem met verschillende wetten, regels en diensten. Het leven in de Joodse Israëlische nederzettingen wordt bevoordeeld terwijl daarentegen de groei van Palestijnse gemeenschappen wordt onderdrukt tot zelfs het verdrijven van Palestijnse inwoners.[11].
- Op 17 december 2019 verscheen het rapport "Born without Civil Rights" over Israël's gebruik van draconische militaire bevelen om Palestijnen op de Westelijke Jordaanoever in bedwang te houden. Daaronder valt onder meer beperking van het recht op vrije vergadering, vereniging, meningsuiting en pers.[12]
- In het rapport "They Fired on Us Like Rai" van 21 augustus 2023 beschuldigt Human Rights Watch Saoedische grenswachters van het massaal en met explosieve munitie neerschieten van Ethiopische vluchtelingen die trachten vanuit Jemen de grens over te steken.[13][14]
- Op 19 December 2024 bracht HRW een uitgebreid rapport uit over de humanitaire situatie vanaf 7 oktober 2023 in de Gazastrook: "Extermination and Acts of Genocide", Israel Deliberately Depriving Palestinians in Gaza of Water.[15]

## Toegang geweigerd
Enkele niet-democratische landen hebben mensenrechtenonderzoekers van HRW de toegang ontzegd: Egypte, Iran en Venezuela, maar sinds november 2019 ook Israël. 
Op grond van een wet die in 2017 was aangenomen werd Omar Shakir, de plaatselijke HRW-directeur voor Israël, de Westelijke Jordaanoever en de Gazastrook, na een lange juridische strijd door Israël het land uitgezet onder beschuldiging van steun aan boycots van Israël. HRW's directeur Ken Roth ontkende de beschuldiging tegen Shakir en zei dat het niet om hem ging, maar om Human Rights Watch. Hanan Ashrawi noemde de uitwijzing een poging van Israël om zijn oorlogsmisdaden te verbergen. Onder meer de Europese Unie en de U.N. riepen Israël op om erop terug te komen, waarbij de U.N. waarschuwde voor een 'afnemende ruimte voor mensenrechtenverdedigers om hun werk te doen'. Shakir zal zijn werk vanuit Jordanië voortzetten.

## Institutioneel Kruip in Human Rights Watch normen en waarden
Danielle Haas voormalig hoofdredacteur van HRW van 2010-2023, beschuldigde de organisatie ervan haar werk in het Israëlisch-Palestijnse conflict te politiseren en beweert dat haar anti-Israëlische inslag een hoogtepunt bereikte na de aanval van Hamas op 7 oktober, waarbij 1.200 mensen werden afgeslacht in het zuiden van Israël."Na de bloedbaden van Hamas in Israël op 7 oktober culmineerden jaren van institutionele kruip in organisatorische reacties die de professionaliteit verbrijzelden, de principes van nauwkeurigheid en eerlijkheid verlieten en haar plicht opgaven om op te komen voor de mensenrechten van iedereen", schreef Danielle Haas in een interne e-mail aan meer dan 500 HRW-medewerkers, De eerste reacties van HRW op de aanslagen van Hamas slaagden er niet in om de moord, marteling en ontvoering van Israëlische mannen, vrouwen en kinderen ronduit te veroordelen. Ze omvatten de 'context' van 'apartheid' en 'bezetting' voordat het bloed zelfs maar droog was op de slaapkamermuren", schreef Haas in haar e-mail aan het personeel.

## Financiering

### Jaarrekening
In het fiscale jaar 2023, (eindigt op 30 juni 2023) bedroegen de totale inkomsten $ 111 miljoen; de totale uitgaven bedroegen $ 116 miljoen, de grootste uitgaven, waarvan $ 8.3 miljoen werd uitgegeven aan het Midden-Oosten en Noord-Afrika. Het totale vermogen was in 2023,  $ 254,304,268. Specifiek vermeld Human Rights Watch op de jaarrekening dat het geen donaties accepteert van overheden, direct of indirect. Dit omvat overheden, overheidsstichtingen en overheidsfunctionarissen. 

### Transparantie
HRW geeft geen financiele gegevens of identiteit van particuliere of institutionele donoren.

### Financiering in opspraak
In 2020 werd bekend dat directeur Kenneth Roth in 2012 een donatie van $ 470.000 van een in Engeland gevestigde stichting van een Saoedische vastgoedmagnaat had aangenomen door te beloven geen belangenbehartiging van de LGBT-gemeenschap in het Midden-Oosten en Noord-Afrika te ondersteunen. Nadat The Intercept de donatie begon te onderzoeken, publiceerde de rechtengroep een verklaring op haar website en maakte bekend dat deze donatie volledig aan de donateur was teruggestort. In de verklaring betreurde Human Rights Watch dat degene die de donatie had verstrekt ook eigenaar was van het Saoudische bedrijf dat HRW eerder had geïdentificeerd als medeplichtig aan schendingen van arbeidsrechten. HRW was desondanks doorgegaan met het documenteren van LGBT-rechten in de regio.
In november 2023 werd door 'Project Raven gemeld dat er een brief (gedateerd 15 januari 2018) bleek te zijn van het bureau van de premier van Qatar gericht aan zijn minister van financiën waarin hij instemde om geldelijke steun te verlenen aan HRW, wat vervolgens gedistribueerd zou worden met medeweten van de ambassade van Qatar in Londen. De persafdeling van HRW ontkent geld te vragen, te accepteren of geaccepteerd te hebben van de Qatarese regering of enige andere regering.